# Scymbalium
Scymbalium — род стафилинид из подсемейства Paederinae.

## Описание
Верхняя губа посередине с выемкой, более или менее двулопастная. Передние лапки сильно расширены у обоих полов.

## Систематика
К роду относятся:
- вид: Scymbalium anale (Nordmann, 1837)
- вид: Scymbalium minimum Eppelsheim, 1888